# Hugo von Heidenstam

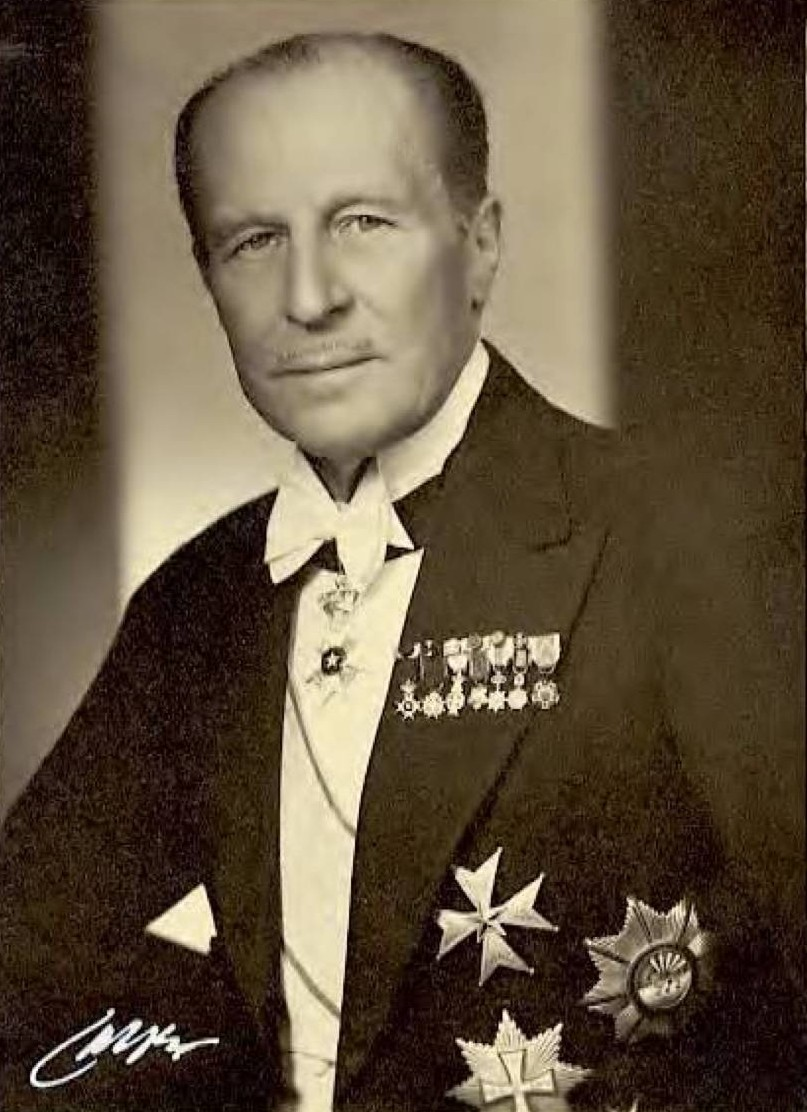

August Werner Hugo von Heidenstam, född 29 april 1884 i Karlskrona, död 27 juli 1966 i Stockholm, var en svensk väg- och vattenbyggnadsingenjör och diplomat.

## Biografi
Efter avgångsexamen från Kungliga Tekniska högskolan blev von Heidenstam reservofficer vid Fortifikationen 1905. Han var verksam som ingenjör vid Vattenbyggnadsbyrån i Stockholm 1905-1908, ingenjör i USA 1908-1909, i Shanghai, Kina 1909-1910 och var chefsingenjör vid kinesiska internationella kommissionen för Shanghai flod och hamn 1910-1928. von Heidenstam var ledamot av kinesiska regeringens kommitté för regleringen av Yangtsekiang, av Chileprov, floder med mera 1917-1928. Han blev löjtnant vid Väg- och vattenbyggnadskåren 1911, kapten 1918, major 1928, överstelöjtnant 1936 och chef för AB Vattenbyggnadsbyrån i London 1926-1930. Han var delägare i AB Vattenbyggnadsbyrån i Stockholm och konsultingenjör där 1930-1936, ordförande i Svenska Teknologföreningens avdelning för väg- och vattenbyggnadskonst 1933-1935, ledamot av Institution of Civil Engineers i London och av American Society of Civil Engineers samt styrelsemedlem i Institutet för Svensk Utlandstjänst 1934-1936. Han valdes till vice ordförande i Svensk-engelska föreningen år 1945 och var dess ordförande 1955-57. Han var svenskt sändebud i Teheran, Iran, och i Bagdad, Irak, 1936-1942, Sveriges ombud i Internationella Oderkommissionen 1930-1937 och i Nationernas förbunds rådgivande kommission för kommunikation 1930-1931 samt dito för kontroll av opiumhandeln 1934-1936.
Hugo von Heidenstam var son till major Adolf von Heidenstam och grevinnan Hedda Cronstedt. Han gifte sig 1917 med friherrinnan Eva Gyllenkrok. Han var far till programledaren Jeanette von Heidenstam och chefen för Grängesbergsbolagets rederi direktör Hugo von Heidenstam (född 1918). von Heidenstam är begraven på Åkers kyrkogård i Åkers styckebruk.

## Utmärkelser
von Heidenstams utmärkelser:
- Kommendör av 1. klass av Nordstjärneorden (KNO1kl)
- Riddare av Johanniterorden (RJohO)
- Storkorset av Danska Dannebrogsorden (StkDDO)
- Storkorset av Iranska Homa-Youneorden (StkIranHYO)
- Storofficer av Tyska örnens orden (StOffTysköO)
- 3. klass av  Kinesiska Gyllene skördens orden (KinGSO3kl)
- 1. klass av Kinesiska ? (KinRhO1kl)